# Chrysis annulata
Chrysis annulata es una especie de avispa del género Chrysis, familia Chrysididae. Fue descrita por Robert du Buysson en 1887. Se encuentra en Chipre.